# Тёс

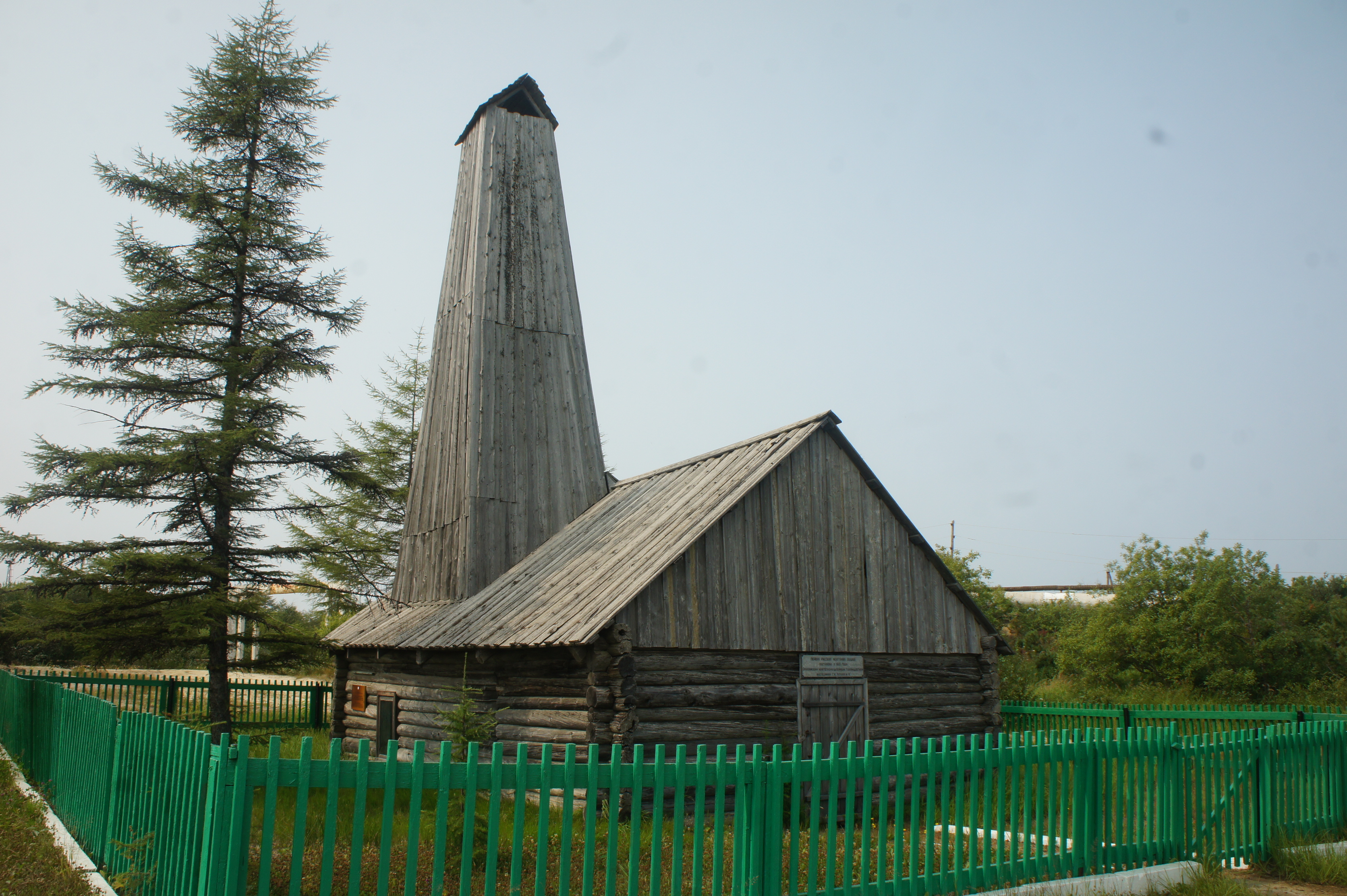
Здание нефтяной вышки на Сахалине, обшитое тёсом

Тёс — тонкие доски из древесины различных пород, получаемые путём продольной распиловки бревна. Первоначально тёсом назывались доски, получаемые из брёвен, которые обычно предварительно раскалывались вдоль с помощью клиньев, а затем обтёсывались. Отсюда название — «тёс».
Длина тёса варьируется от 4 до 6,4 метра, толщина от 19 до 25 мм, ширина обычно 100—110 мм. Тёс подразделяется на необрезной — доска имеет обзол, кромку, покрытую внешними тканями ствола дерева (луб, кора) — и обрезной, когда доска такой кромки не имеет и представляет собой по форме правильный параллелепипед. Иногда тёсу придаётся особый вид сообразно с его специальным назначением, откуда появляются его особые разновидности: например, дорожечный кровельный тёс — доска с двумя продольными желобками для стока воды.
Тёс применяется для обшивки в судо- и вагоностроении, а также в строительстве для кровли, обшивки стен, устройства перекрытий и так далее.